# 江戸親伝
株式会社江戸親伝（えどしんでん 英称：Edoshinden Co., Ltd.）は兵庫県丹波篠山市乾新町174番地に本拠をおき、丹波篠山にて古民家カフェ・レストランを併設したアンティークギャラリーを運営する会社である。
アンティーク・骨董品の販売、世界への輸出や輸入も行っている。また建物が篠山城主御殿医屋敷として建てられ使用されてきたもので、文化財的にも貴重である。

## 概要

### 事業内容
2000年4月1日より株式会社ASUNAROとして建築関連をはじめとする各種事業を開始。2011年9月1日より江戸親伝に社名変更、築400年の元篠山城主御殿医屋敷を大規模に改築し、古今東西の骨董を収集したアンティークギャラリーとして開業。約300坪の敷地内の母屋をはじめ3つの蔵と中庭などに多数の貴重な古美術品を展示している。
江戸時代の生活様式を再現した「江戸の間」、明治維新の頃のモダニズム様式を再現した「明治の間」、3つの蔵を利用した古美術ギャラリーなど、他に例のないユニークなカフェ・レストランを併設した和洋折衷型アンティークギャラリーという新しいビジネスモデルとして各種雑誌、新聞、テレビ、タウン誌、その他多くのマスメディアにてしばしば紹介され、建物が歴史的に貴重なものであることから著名人や文化人、世界からの来店や見学も多い。

## 沿革
- 2000年4月1日 - 創業者福島義直により株式会社ASUNAROとして設立（兵庫県川西市）。当初は建築関連事業として、スタート。その後、各種事業を展開。約50名の従業員を擁していた[1]。。
- 2011年（平成23年）9月1日 - 他に類例のないユニークな飲食店を企画していた福島は、観光で訪れた丹波篠山に偶然に400年の歴史を持つ元篠山城主御殿医屋敷を見つける。ここに江戸時代から明治時代にかけてのアンティークを展示し、同時にカフェレストランを併設することで時代を超越した雰囲気の中でギャラリー見学と同時に客に飲食を楽しませるというユニークな構想が浮かび、家主に直談判の上屋敷を借り受ける。社名を「江戸神殿」に変更（後に現在の「江戸親伝」に変更。意味は「江戸の生活に親しみ伝承しよう」）、前事業で得た資金を投入、世界中から貴重なアンティークを蒐集、展示し開業[2] [3]。

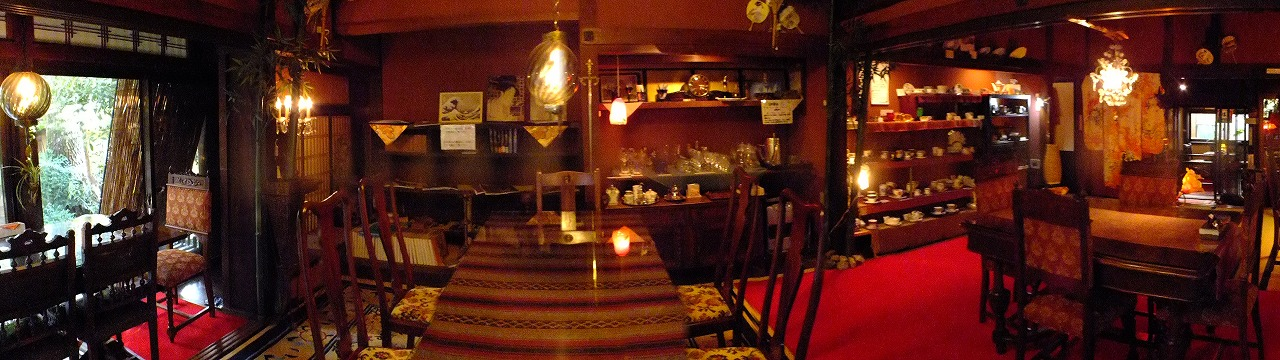
歴史的に貴重な古民家を利用したアンティークギャラリーとカフェレストランという新しいビジネスモデルとして注目されている「江戸親伝」店内。

## 建物・店内

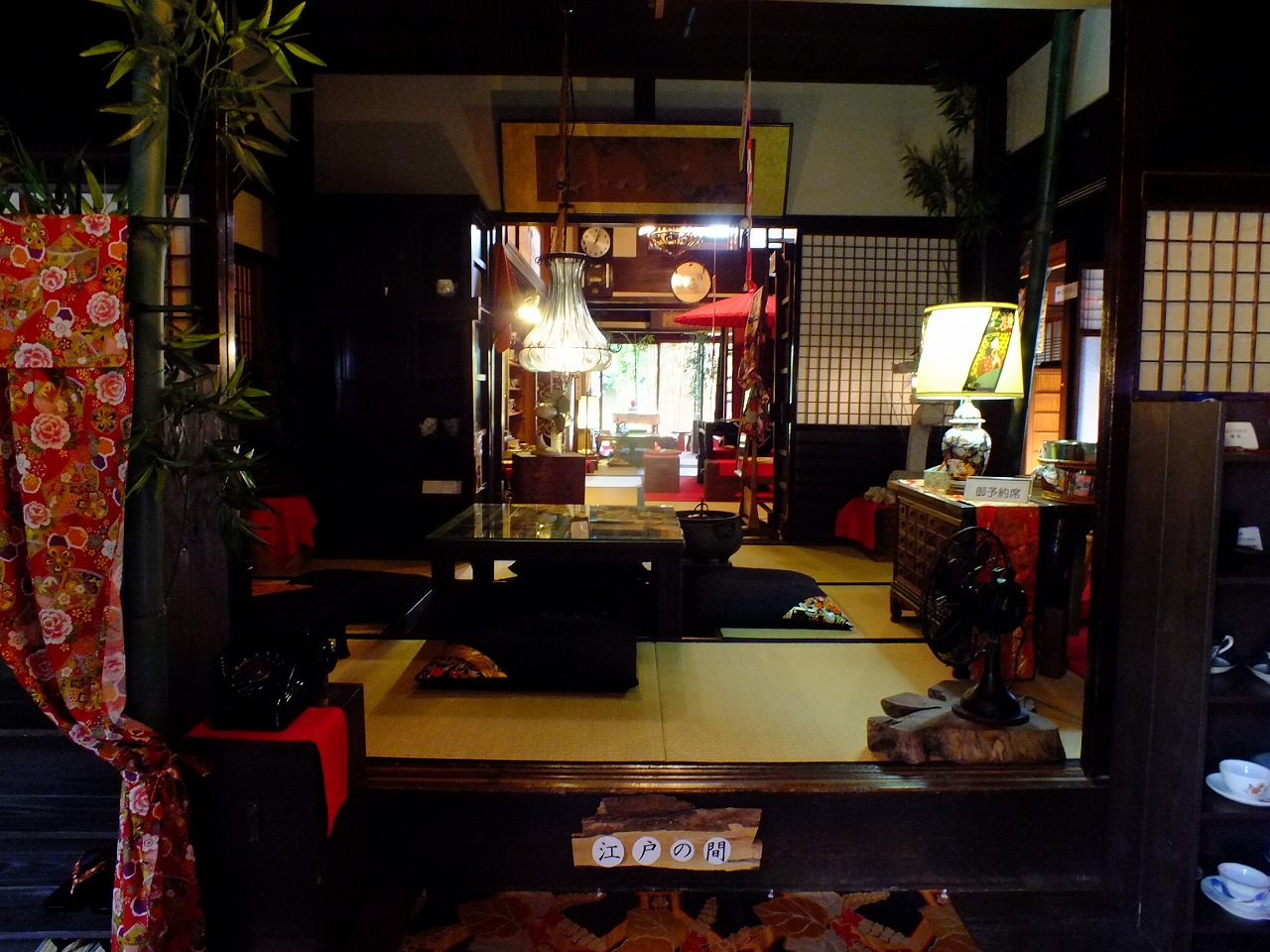
元篠山城主御殿医であった屋敷がほぼ当時のまま残された母屋「江戸の間」

建物が歴史的に貴重な築400年近くになる代々篠山城主御殿医屋敷として使用されてきたもので、敷地面積約300坪。母屋のほか、中庭を挟み3つの蔵を持ち、現在は江戸親伝によりギャラリーとして使用されており、「浮世絵展」、「トリック絵画展」などが常設展示されている。中庭には現在、スティーブ・マックイーンが主演した映画『大脱走』でも知られるBMWのR20が置かれ、映画の資料なども展示されており、バイクファンの見学も多い。
母屋は構造的には当時のままの姿を保っているが、一部リフォームが施されているほか、現在国内外の約150点以上の骨董品やイギリス家具など調度品が置かれ、西側の日本庭園に面した「明治の間」は個人客主体のカフェスペースとして生まれ変わり、約160種の世界のブランドカップやグラスなどが飾られている。
隣接する東側の間は福島により「江戸の生活に親しみ伝承しよう」というコンセプトの元、「江戸の間」として江戸時代の生活様式が再現されたアンティークギャラリー兼、団体客向けの喫茶・食事スペースとして再現されており、有田焼の大壺をはじめ江戸期の箪笥など貴重な骨董品が展示されている。
また、囲炉裏、かまど、井戸など当時の設備をそのまま残しており、文化財的にも大変なものとなっている。

### 冠木門
- 屋敷玄関に設けられている木製の門で、左右の門柱を横木（冠木）によって構成したもので、現在の篠山城の入り口に設けられているものと同じ構造である。古くは下層階級の家に設けられた造りであったが、諸大名の外門にも用いられるようになった。

### 明治の間
- 母屋の西側にあり、くぐり戸をくぐって入る。ガラス戸で構成された2面を日本庭園に面しており、一望できる構造になっている。現在はイギリス製の家具が置かれ、カフェ・レストランとしても利用されている。

### 江戸の間
- 母屋東側にあり、冠木門のある玄関に近い位置にある。屋根裏部屋が設けられた構造になっており、現在は団体客向けのレストランとして使用されるほか、全体がアンティークギャラリーとなっており、貴重な江戸期の建物を見学できる。

### 日本庭園
- 推定樹齢400年の樹高10mの黒松をはじめカエデ、ウメ、サンショウ、ザクロ、サザンカなどの樹木、中国南部・台湾原産の大名竹、ハガキの由来にもなっているタラヨウ（多羅葉）の木など珍しい木々が見られる。また六角石灯篭は高さ2mあり、天保年間に神田の町火消4組が奉献した東京神田明神に現存する江戸期の石灯籠と同じものであり、貴重である[6]。

## 事業所
- 兵庫県篠山市乾新町174番地

## ギャラリー

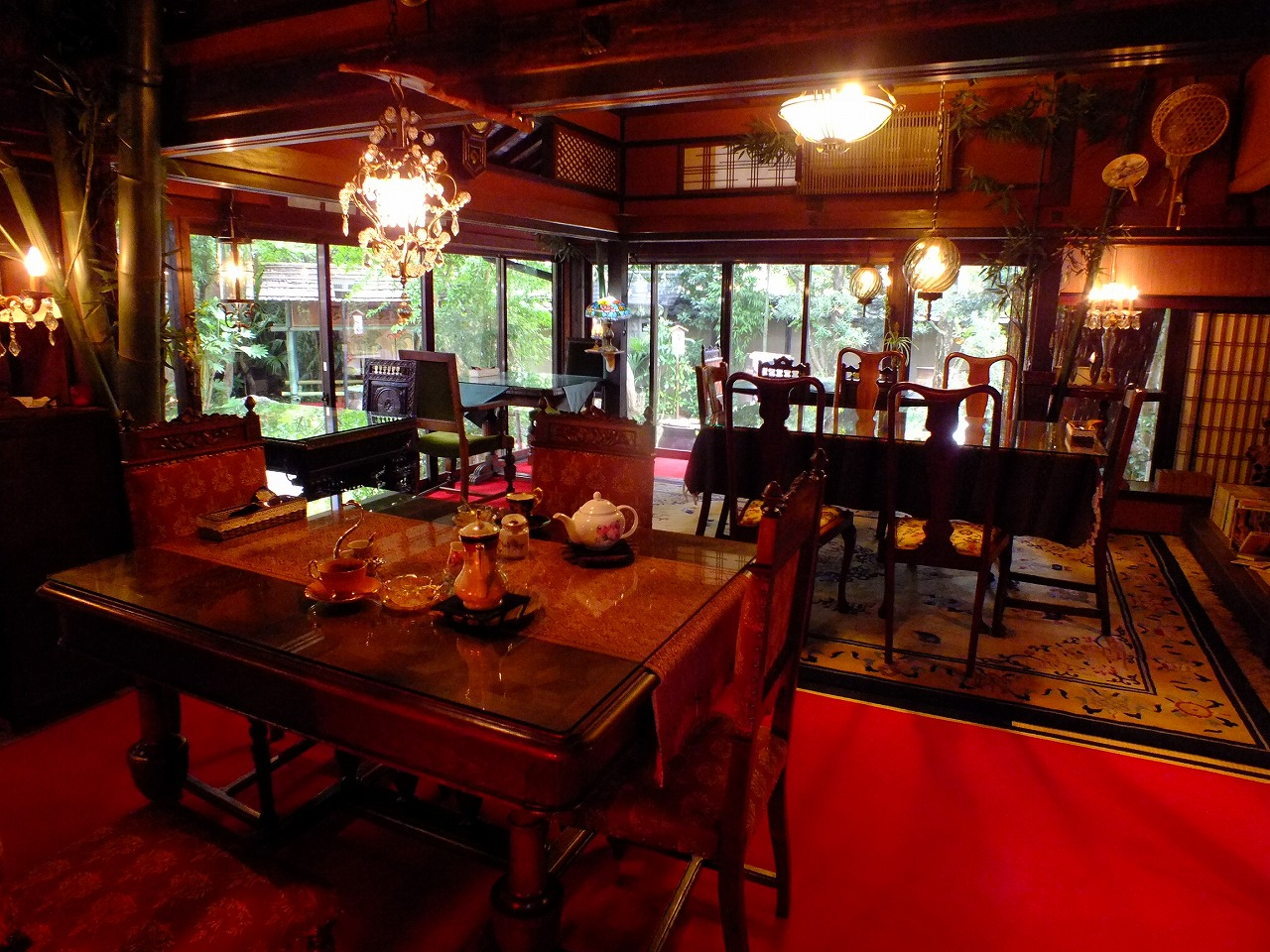
母屋をカフェにリフォームした「明治の間」。
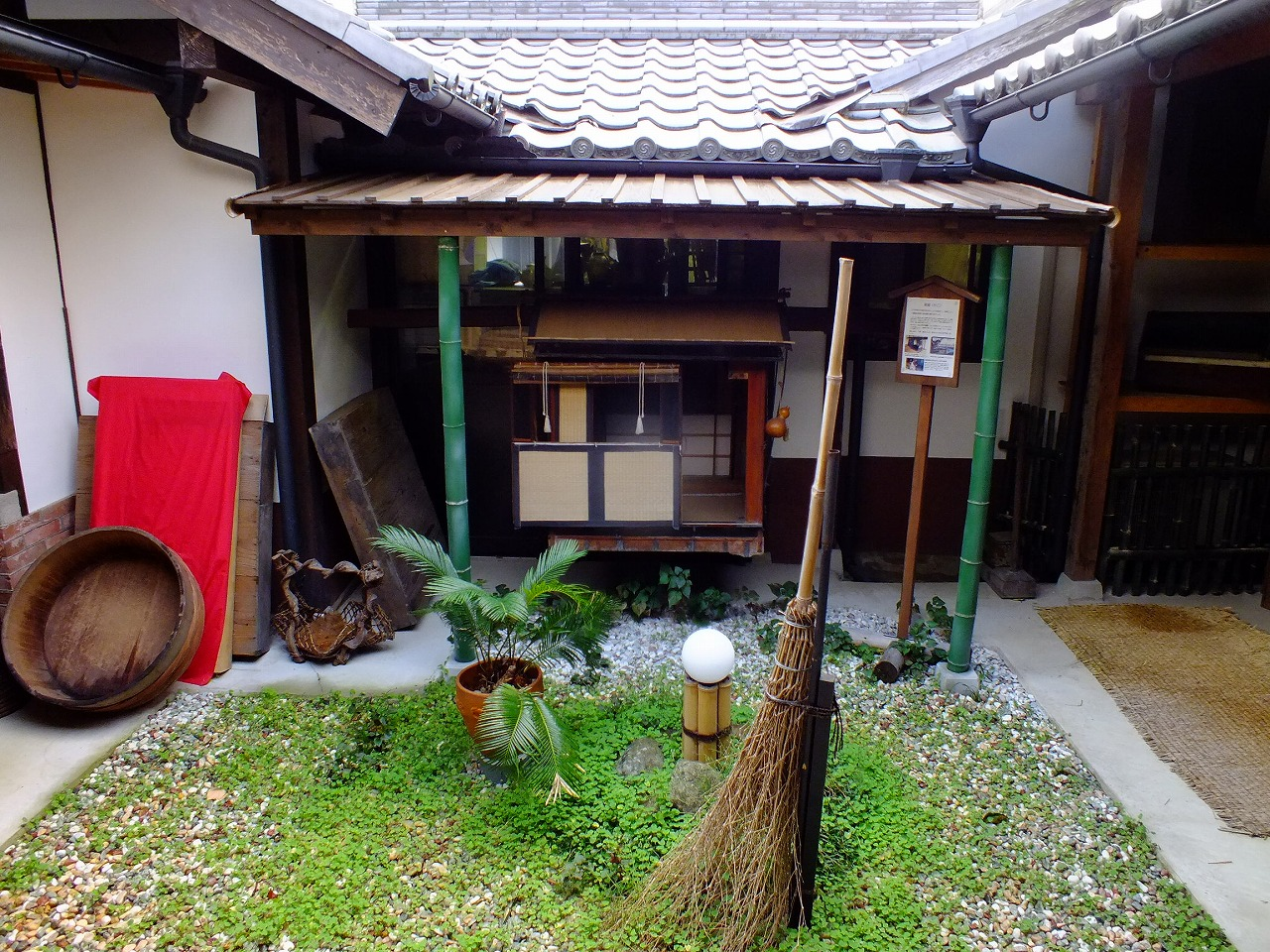
江戸期の貴重な文化財や浮世絵などが展示される中庭と蔵。
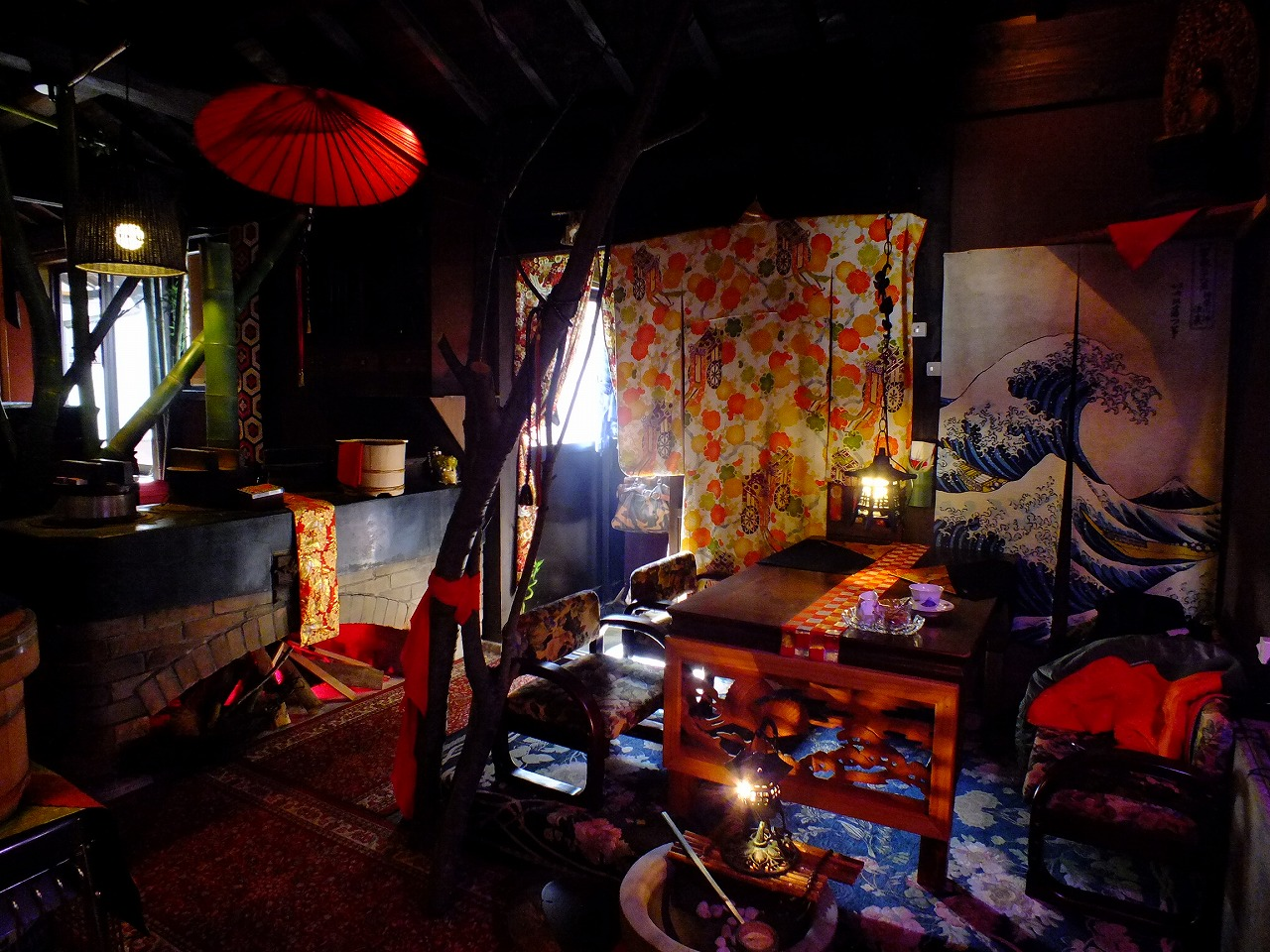
篠山城主御殿医屋敷であった当時のかまどが残る建物内。
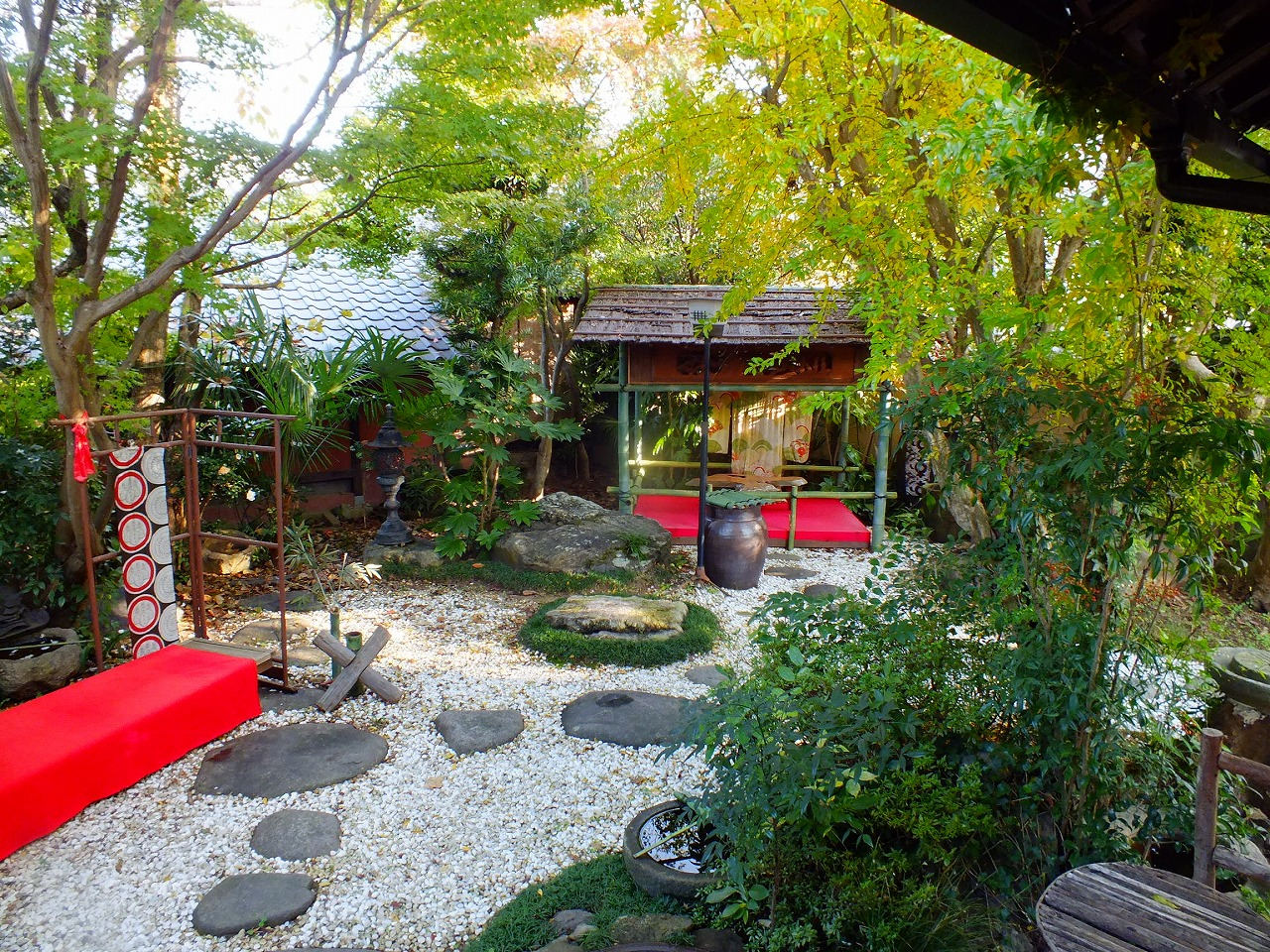
母屋から展望する日本庭園には樹齢数百年の多くの木々が茂る。
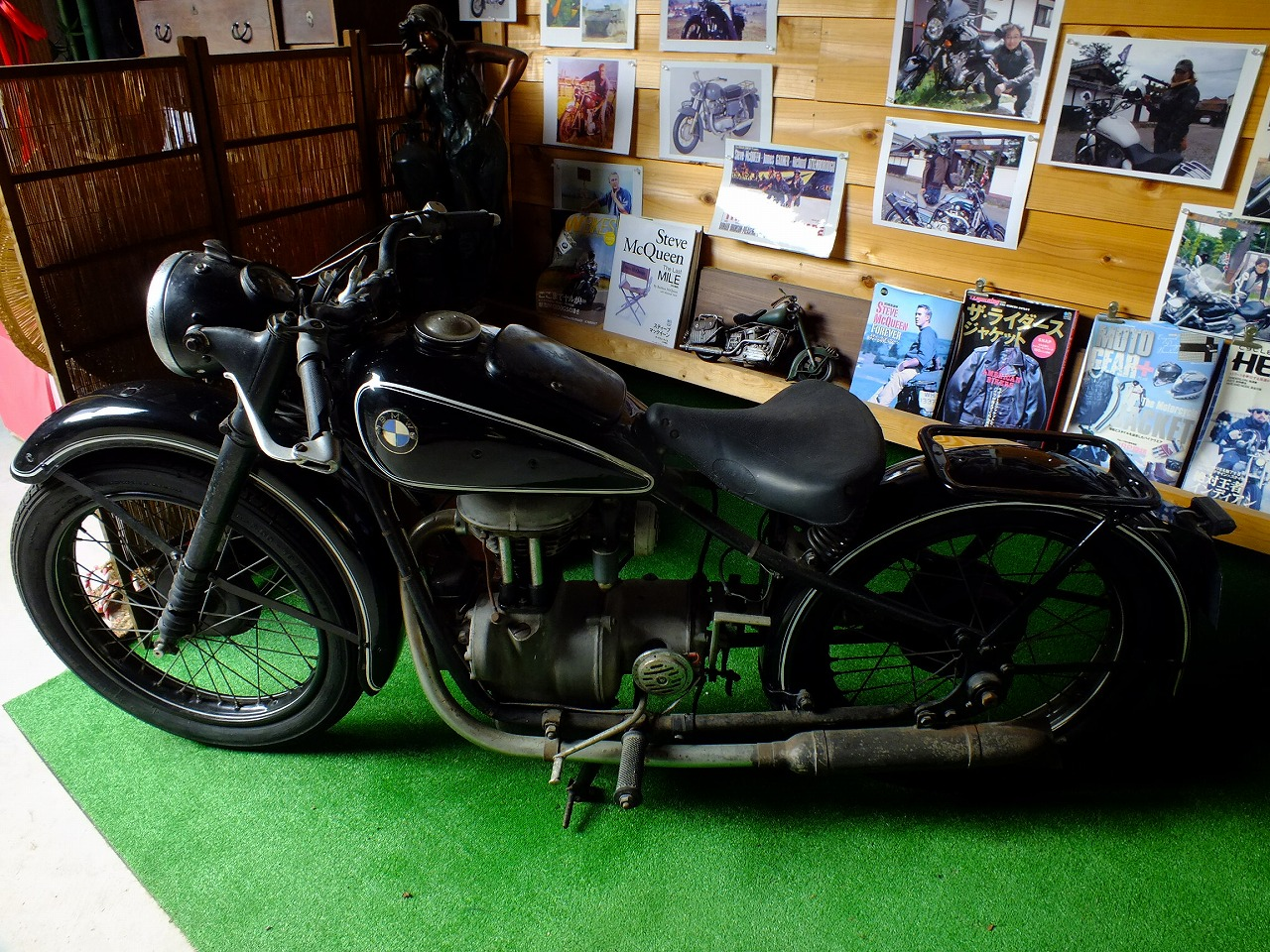
中庭に置かれたBMWのR20。

## 周辺情報
- 八上城跡 史跡
- 篠山城跡 史跡 - 大書院（おおしょいん）
- 盃山城
- 垣屋城
- 市谷城
- 今福城
- 栗柄城
- 法光寺城
- 蕪丸城
- 淀山城
- 高仙寺城
- 篠山市篠山伝統的建造物群保存地区 （国選定重要伝統的建造物群保存地区）
- 河原町妻入商家群
- 能楽資料館
- 青山歴史村 - 旧篠山藩主青山氏別邸
- 丹波篠山市立歴史美術館 - 旧篠山藩庁、日本最古の木造裁判所の建物
- 大国寺本堂 重要文化財
- 長谷寺妙見堂 重要文化財
- 春日神社 - 能舞台が重要文化財
- 鳳鳴酒造本社 登録有形文化財